# Coucy-lès-Eppes
Coucy-lès-Eppes és un municipi francès situat al departament de l'Aisne i a la regió dels Alts de França. L'any 2007 tenia 572 habitants.

## Demografia

### Població
El 2007 la població de fet de Coucy-lès-Eppes era de 572 persones. Hi havia 218 famílies de les quals 52 eren unipersonals (24 homes vivint sols i 28 dones vivint soles), 73 parelles sense fills, 89 parelles amb fills i 4 famílies monoparentals amb fills.
La població ha evolucionat segons el següent gràfic:
Habitants censats

### Habitatges
El 2007 hi havia 245 habitatges, 227 eren l'habitatge principal de la família i 18 estaven desocupats. Tots els 245 habitatges eren cases. Dels 227 habitatges principals, 189 estaven ocupats pels seus propietaris, 32 estaven llogats i ocupats pels llogaters i 6 estaven cedits a títol gratuït; 7 tenien dues cambres, 22 en tenien tres, 58 en tenien quatre i 140 en tenien cinc o més. 180 habitatges disposaven pel capbaix d'una plaça de pàrquing. A 95 habitatges hi havia un automòbil i a 100 n'hi havia dos o més.

### Piràmide de població
La piràmide de població per edats i sexe el 2009 era:
| Homes | Edats   | Dones |
| ----- | ------- | ----- |
| 0     | 95 o +  | 0     |
| 0     | 90 a 94 | 0     |
| 4     | 85 a 89 | 4     |
| 0     | 80 a 84 | 8     |
| 16    | 75 a 79 | 24    |
| 12    | 70 a 74 | 28    |
| 16    | 65 a 69 | 12    |
| 8     | 60 a 64 | 4     |
| 0     | 55 a 59 | 8     |
| 20    | 50 a 54 | 16    |
| 36    | 45 a 49 | 36    |
| 28    | 40 a 44 | 24    |
| 20    | 35 a 39 | 8     |
| 28    | 30 a 34 | 28    |
| 4     | 25 a 29 | 12    |
| 24    | 20 a 24 | 16    |
| 24    | 15 a 19 | 16    |
| 16    | 10 a 14 | 28    |
| 28    | 5 a 9   | 24    |
| 12    | 0 a 4   | 4     |

## Economia
El 2007 la població en edat de treballar era de 365 persones, 261 eren actives i 104 eren inactives. De les 261 persones actives 242 estaven ocupades (130 homes i 112 dones) i 19 estaven aturades (8 homes i 11 dones). De les 104 persones inactives 36 estaven jubilades, 31 estaven estudiant i 37 estaven classificades com a «altres inactius».

### Ingressos
El 2009 a Coucy-lès-Eppes hi havia 233 unitats fiscals que integraven 603 persones, la mediana anual d'ingressos fiscals per persona era de 15.981 €.

### Activitats econòmiques
Dels 22 establiments que hi havia el 2007, 1 era d'una empresa extractiva, 1 d'una empresa alimentària, 2 d'empreses de fabricació d'altres productes industrials, 4 d'empreses de construcció, 4 d'empreses de comerç i reparació d'automòbils, 3 d'empreses de transport, 2 d'empreses d'hostatgeria i restauració, 1 d'una empresa de serveis, 1 d'una entitat de l'administració pública i 3 d'empreses classificades com a «altres activitats de serveis».
Dels 5 establiments de servei als particulars que hi havia el 2009, 1 era una oficina de correu, 1 guixaire pintor, 1 empresa de construcció i 2 perruqueries.
L'únic establiment comercial que hi havia el 2009 era una fleca.
L'any 2000 a Coucy-lès-Eppes hi havia 7 explotacions agrícoles.

## Equipaments sanitaris i escolars
El 2009 hi havia una escola elemental.

## Poblacions més properes
El següent diagrama mostra les poblacions més properes.